# Dębowo (powiat łomżyński)
Dębowo – wieś w Polsce położona w województwie podlaskim, w powiecie łomżyńskim, w gminie Śniadowo.
Wierni kościoła rzymskokatolickiego należą do parafii św. Wojciecha Biskupa i Męczennika w Szczepankowie.

## Historia
W latach 1921–1939 wieś leżała w województwie białostockim, w powiecie łomżyńskim, w gminie Szczepankowo.
Według Powszechnego Spisu Ludności z 1921 roku wieś zamieszkiwało 338 osób, 335 było wyznania rzymskokatolickiego, 3 mojżeszowego. Jednocześnie 335 mieszkańców zadeklarowało polską przynależność narodową, 3 żydowską. Było tu 48 budynków mieszkalnych. Miejscowość należała do parafii rzymskokatolickiej w m. Szczepankowie. Podlegała pod Sąd Grodzki i Okręgowy w Łomży; właściwy urząd pocztowy mieścił się w Łomży.
W wyniku napaści ZSRR na Polskę we wrześniu 1939 miejscowość znalazła się pod okupacją sowiecką. Od czerwca 1941 roku pod okupacją niemiecką. Od 22 lipca 1941 do 1945 włączona w skład Landkreis Lomscha, Bezirk Bialystok III Rzeszy.
W latach 1975–1998 miejscowość administracyjnie należała do województwa łomżyńskiego.

## Urodzeni w Dębowie
- Adrian Krzyżanowski – polski matematyk, tłumacz literatury pięknej z niemieckiego i historyk, członek przybrany Towarzystwa Królewskiego Przyjaciół Nauk w Warszawie[11].